# Hausen (Suiza)
Hausen es una comuna suiza del cantón de Argovia, situada en el Distrito de Brugg. Limita al norte con las comunas de Brugg y Windisch, al este con Mülligen, al sur con Lupfig, al suroeste con Scherz, y al oeste con Habsburg.